# Marsov meteorit
Marsov meteorit je meteorit,  ki ima izvor na Marsu. To pomeni, da je to snov, ki je bila izvržena s površine Marsa pri trku meteoroida (ali drugega nebesnega telesa) in je bila pozneje najdena na površini Zemlje kot meteorit. Po svoji zgradbi so ahondritski (kamniti) meteoriti.

Kot meteorit z Marsa so identificirali samo 34 na Zemlji najdenih meteoritov.
Marsove meteorite včasih imenujemo tudi SNC meteoriti (meteoriti skupin z imeni Shergottites, Nakhlites, Chassignites).

## Zgodovina
V letu 1983 je Smith s sodelavci predpostavil, da imajo meteoriti iz skupine SNC (šergotiti, nakliti in časigniti) svoj izvor na Marsu. Ugotovili so, da se njihove kemične, izotopske in petrološke značilnosti ujemajo z lastnostmi, ki so jih pripisovali kamninam na Marsu. Koncem leta 1983 je Bogard s sodelavci opazil, da je koncentracija različnih žlahtnih plinov v šergotitih podobna kot jih je dalo opazovanje iz vesoljskega plovila Viking v atmosferi Marsa.  
V letu 2000 so Trieman, Gleason in Bogard 
podali vse dokaze na podlagi katerih lahko trdimo, da imajo omenjeni meteoriti svoj izvor res na Marsu.

## Delitev Marsovih meteoritov
34 najdenih meteoritov, ki imajo izvor na Marsu, delimo v tri skupine:
- šergotiti (25 najdb)
- nakliti (7 najdb)
- časigniti (2 najdbi))

Imena so povezana s kraji, kjer so našli prvi meteorit skupine. Vsi imajo podobno izotopsko sestavo, ki pa se ne ujema z izotopsko sestavo kamnin na Zemlji.
Večina SNC meteoritov je relativno mladih po geoloških standardih. To kaže, da je bil Mars vulkansko aktiven še pred nekaj 100 milijoni let. Sledi kozmičnih žarkov na njih kažejo, da so bili v vesolju od 3 do 3,5 milijona let.

## Možni dokazi o življenju na Marsu
Trije meteoriti, ki imajo izvor na Marsu, kažejo nekatere značilnosti iz katerih bi lahko sklepali, da je na Marsu nekoč obstojalo življenje vsaj v najbolj enostavni obliki. 
- Meteorit Nakla, ki je bil najden v kraju El-Nakhla (po tem kraju se imenujejo nakliti) v Egiptu (v bližini Aleksandrije) vsebuje manjše nedoločene oblike, ki izgledajo kot bakterije. Meteorit je star okoli 1,3 milijarde let, spada v skupino naklitov..
- Meteorit Sherghati, ki je bil najden v kraju Sherghati (po tem kraju se imenujejo šergotiti) v Indiji še proučujejo. Spada v skupino šergotitov, star pa je okoli 165 milijonov let.
- Meteorit iz Allan Hillsa na Antarktiki z oznako ALH84001 je star 4,5 milijarde let. S površine Marsa pa je bil izvržen pred 16 milijoni let. Spada med šergotite.